# Vladislav Stojanov
Vladislav Bojkov Stojanov (in bulgaro Владислав Бойков Стоянов?; Pernik, 8 giugno 1987) è un ex calciatore bulgaro, di ruolo portiere.

## Carriera

### Club
Nella stagione 2005-2006 gioca nel Nafteks, quindi dal 2007 al 2009 gioca un biennio al Černomorec Burgas.
Dal 2009 gioca per lo Sheriff Tiraspol, con il quale gioca alcune partite della Champions League. A guidarlo in quest'avventura c'è l'esperto tecnico John Diablo. Nella stagione 2012-2013 ritorna in patria in Bulgaria per giocare con il Ludogorec. Con i bulgari del Ludogorec disputa ottime prestazioni, è anche grazie a lui che il Ludogorec vince 6 campionati di fila. Con la maglia del Ludogorec in Champions League riesce a parare anche un rigore a Cristiano Ronaldo, cosa che accadrà di nuovo anche in nazionale contro il Portogallo in un'amichevole vinta 0-1 dalla Bulgaria.

### Nazionale
Tra il 2010 ed il 2016 ha giocato complessivamente 19 partite con la nazionale bulgara.

## Palmarès

### Club
- Campionato moldavo: 2

Sheriff Tiraspol: 2011-2012, 2012-2013
- Supercoppa di Moldavia: 3

Sheriff Tiraspol: 2005, 2007, 2013
- Campionato bulgaro: 9

Ludogorec: 2012-2013, 2013-2014, 2014-2015, 2015-2016, 2016-2017, 2017-2018, 2018-2019, 2019-2020, 2020-2021
- Coppa di Bulgaria: 1

Ludogorec: 2013-2014
- Supercoppa di Bulgaria: 2

Ludogorets: 2014, 2018

### Individuale
- Calciatore bulgaro dell'anno: 1

2014